# Исаев, Кусеин
Кусеин Исаев (кирг. Исаев Кусеин; 1937, Бостери, Иссык-Кульская область — 31 марта 2023) — киргизский экономист, социолог, доктор философских наук (1984), профессор (1985).

## Биография
Родился 7 сентября 1937 года в селе Бостери Иссык-Кульской области. В 1961 году окончил экономический факультет Кыргызского государственного университета, в том же году начал свою научно-педагогическую деятельность. В 1964—1967 годах работал аспирантом Института Экономики АН СССР (Москва). В 1967 году ему была присвоена учёная степень кандидата экономических наук. В 1984 году защитил докторскую диссертацию по социальным проблемам кыргызской деревни в Институте философии АН СССР.
Профессор с 1985 года.
В 1994 году организовал и возглавил факультет управления и социологии в Бишкекском гуманитарном университете, с 2008-го возглавлял кафедру социологии в КТУ «Манас».
Скончался 31 марта 2023 года в возрасте 85 лет.